# Aloe karasbergensis
Aloe karasbergensis är en grästrädsväxtart som beskrevs av Neville Stuart Pillans. Aloe karasbergensis ingår i släktet Aloe och familjen grästrädsväxter. Inga underarter finns listade i Catalogue of Life.